# Jaskinia Lodowa w Twardych Spadach
Jaskinia Lodowa w Twardych Spadach – jaskinia w Dolinie Miętusiej w Tatrach Zachodnich. Wejście do niej znajduje się nad Wielką Świstówką, u podnóża Twardych Spadów na wysokości 1480 metrów n.p.m., nieco ponad piargami. Długość jaskini wynosi 152 metry, a jej deniwelacja 40 metrów.

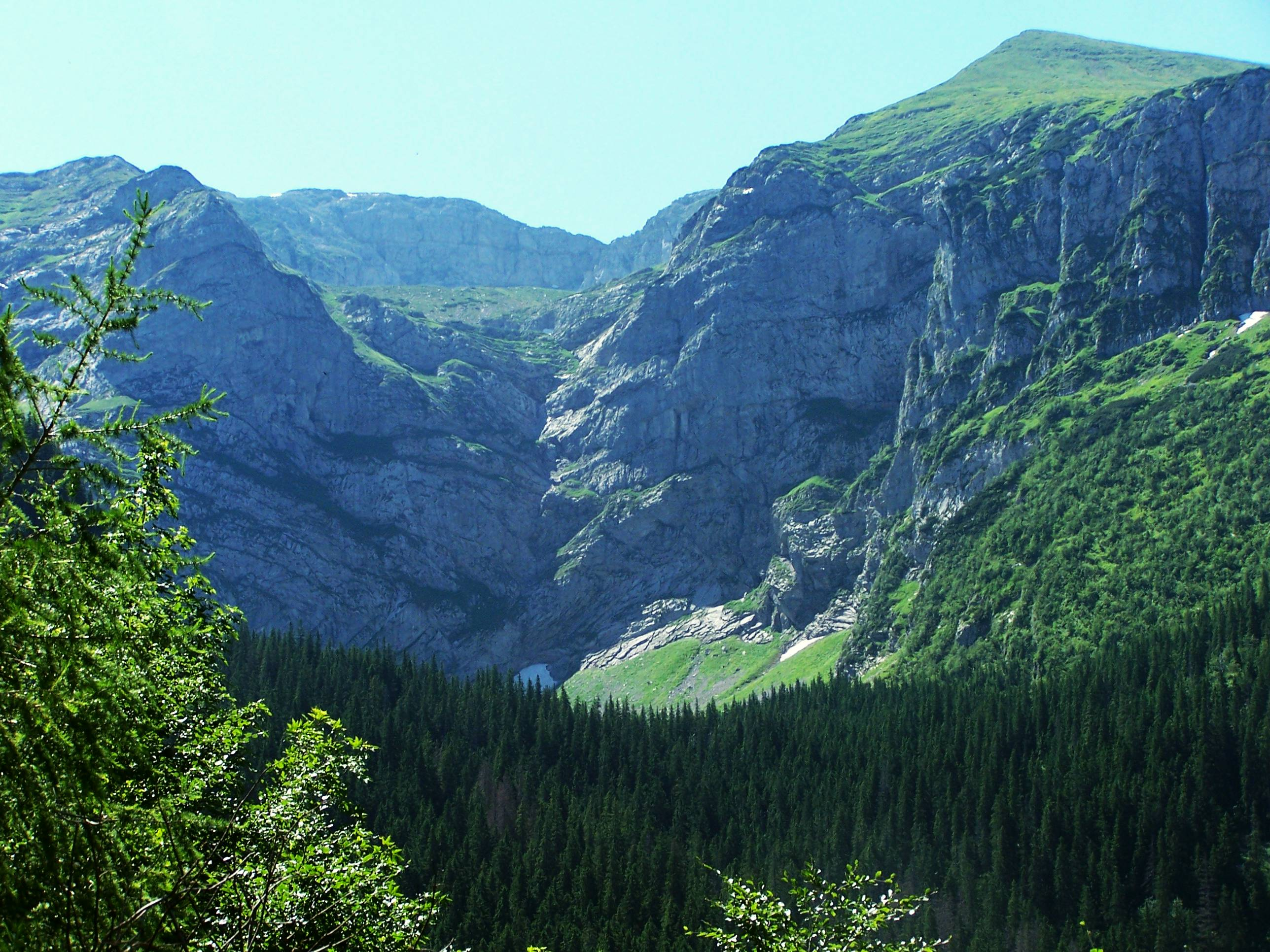
Wielka Świstówka

## Opis jaskini
Główną częścią jaskini jest duża sala – Sala Stefana Zwolińskiego o wymiarach 28 × 5 m. Jej dno pokryte jest lodem o grubości 1–4 metrów. Ze ścian opadają lodospady.
Aby dostać się do niej z otworu wejściowego trzeba iść korytarzem w kształcie wąskiej rury do salki, której dno i ściany pokrywa lód. Znajduje się w niej okno, przez które można zjechać do Sali Stefana Zwolińskiego.
Z sali tej można przejść do drugiej dużej sali – Sali Lecha. W niej zaczyna się 10-metrowy komin doprowadzający do kilkunastometrowego korytarza zakończonego zawaliskiem.

## Przyroda
Pokrywa lodowa utrzymuje się w jaskini przez cały rok. Zamieszkują ją nietoperze.
Roślinność nie występuje.

## Historia odkryć
Jaskinię odkrył Krzysztof Dudziński 8 sierpnia 1982 roku. W tym samym roku zbadano ją do końca. W dalszym ciągu eksploracji oprócz odkrywcy brali udział Grzegorz Albrzykowski, Witold Cikowski i Józef Ćwiklik.